# 张允伸
张允伸（785年—872年3月8日），字逢昌，幽州范阳（今北京城西南）人。唐朝幽州节度使，封爵燕国公，谥忠烈。

## 生平
世代为军校，曾祖张秀，官檀州刺史。张允伸世仕幽州軍門，累官押衙，兼任马步都知兵马使。大中四年（850年），卢龙节度使張直方因虐待士兵被逐去，軍中立周綝為盧龍留後。大中四年，周綝死後，朝廷以張允伸為留後，後成為使相，累進檢校司徒兼太傅、同中書門下平章事。張允伸得風疾，以其子張簡會爲留後。
张允伸有子十四人，其余诸子有卢龙军左司马張簡真、右领军卫大将军張簡壽。张简真在张允伸生前去世。

## 延伸阅读
[在维基数据编辑]
 《舊唐書/卷180》，出自刘昫《舊唐書》
 《新唐書·卷212》，出自《新唐書》